# Kanton Piney
Der Kanton Piney war bis 2015 ein französischer Wahlkreis im Département Aube in der Region Champagne-Ardenne. Er umfasste elf Gemeinden im Arrondissement Troyes; sein Hauptort (frz.: chef-lieu) war Piney. Die landesweiten Änderungen in der Zusammensetzung der Kantone brachten im März 2015 seine Auflösung. Vertreter im Generalrat des Départements war zuletzt Dominique Voix.
Der Kanton Piney war 242,73 km² groß und hatte 5292 Einwohner (Stand 2012).

## Gemeinden
| Gemeinde         | Einwohner (Stand: 2022) | Code postal | Code Insee |
| ---------------- | ----------------------- | ----------- | ---------- |
| Assencières      | 189                     | 10220       | 10014      |
| Val-d’Auzon      | 364                     | 10220       | 10019      |
| Bouy-Luxembourg  | 248                     | 10220       | 10056      |
| Brévonnes        | 667                     | 10220       | 10061      |
| Dosches          | 312                     | 10220       | 10129      |
| Géraudot         | 339                     | 10220       | 10165      |
| Luyères          | 460                     | 10150       | 10210      |
| Mesnil-Sellières | 574                     | 10220       | 10239      |
| Onjon            | 260                     | 10220       | 10270      |
| Piney            | 1417                    | 10220       | 10287      |
| Rouilly-Sacey    | 388                     | 10220       | 10328      |

## Bevölkerungsentwicklung
| 1962 | 1968 | 1975 | 1982 | 1990 | 1999 | 2006 | 2012 |
| ---- | ---- | ---- | ---- | ---- | ---- | ---- | ---- |
| 3631 | 3810 | 3856 | 4102 | 4188 | 4334 | 4744 | 5292 |